# Richard Webster
Richard Everard Webster, 1.º Visconde Alverstone, GCMG, QC (Londres, 22 de dezembro de 1842 – Cranleigh, Surrey, 15 de dezembro de 1915) foi um barrister, político e juiz britânico, que serviu em muitos altos cargos políticos e judiciais.

## Juventude e educação
Webster foi o segundo filho de Thomas Webster QC. Foi educado em King College School e Charterhouse School, e Trinity College, Cambridge. Era bem conhecido como atleta em sua juventude, tendo representado a sua universidade no primeiro Inter-Varsity na corrida de obstáculos e como corredor. O Cambridge Alverstone Clube recebe esse nome em sua homenagem.
Seu interesse por críquete e pedestrianismo acompanharam-no até o final da vida. Foi juiz de corridas no primeiro Clube Atlético Amador e definiu regras para o salto em distância e o arremesso de peso. Foi presidente do Surrey County Cricket Club de 1895 até sua morte, e do Marylebone Cricket Club em 1903.

## Carreiras legal, judicial e política

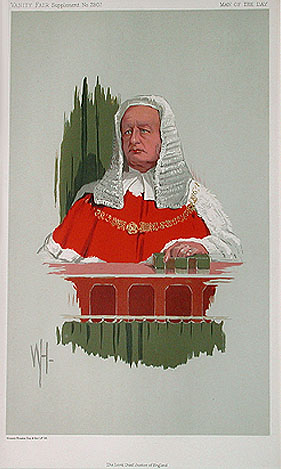
Caricatura de Richard Webster publicada na revista Vanity Fair de 15 de janeiro de 1913

Webster se formou em Direito em 1868, e tornou-se Conselheiro da Rainha (QC) apenas dez anos depois. Sua prática foi principalmente em casos de comércio, transporte ferroviário, e patentes até (junho de 1885), foi nomeado Procurador-geral para a Inglaterra e País de Gales no governo conservador na excepcional circunstância de nunca ter sido Solicitador-geral para a Inglaterra e País de Gales, e de até o momento não ter ocupando uma cadeira no parlamento. Foi eleito por Launceston no mês seguinte, e em novembro trocou esta cadeira pelo da Ilha de Wight, que continuou a representar até sua elevação à Câmara dos Lordes. Exceto sob a breve administração de Gladstone em 1886, e do gabinete Gladstone-Rosebery de 1892 a 1895, Sir Richard Webster foi procurador-geral de 1885 a 1900.
Em 1890, presidiu o conselho para The Times no inquérito Parnell; em 1893 representou a Grã-Bretanha na arbitragem do Mar de Bering; em 1898, desincumbiu a mesma função na questão da fronteira entre a Guiana Britânica e a Venezuela. Em 1903, durante a disputa fronteiriça do Alasca foi um dos membros da Comissão de Fronteiras. Contra a vontade dos canadenses foi seu voto que resolveu a questão, dividindo o território em disputa.
Na Câmara dos Comuns, e fora dela, sua carreira política esteve fortemente associada aos trabalhos da Igreja; e seus discursos eram marcados pela gravidade e seriedade. Em 1900 sucedeu Nathaniel Lindley como Master of the Rolls, sendo elevado ao pariato como "Barão Alverstone", de Alverstone no condado de Southampton e, em outubro do mesmo ano foi elevado ao cargo de Lorde Chefe de Justiça da Inglaterra e do País de Gales após a morte de Charles Russell, Barão Russell de Killowen. Presidiu alguns julgamentos notáveis da época, incluindo o de Hawley Harvey Crippen. Alverstone se aposentou em 1913, e recebeu o título de Visconde Alverstone, de Alverstone no condado de Southampton.

## Família
Lorde Alverstone casou com Louisa Mary, filha de William Charles Calthrop, em 1872. Eles tiveram um filho e uma filha. Ela morreu em março de 1877. Seu único filho, Arthur, morreu sem deixar descendentes em agosto de 1902, aos 28 anos de idade, depois de uma operação de apendicite. O Hospital Arthur Webster, inaugurado em 1905, foi um presente à cidade de Shanklin, Ilha de Wight por Lorde Alverstone em memória de seu filho. O prédio ainda está em uso como Clínica Arthur Webster. Lorde Alverstone morreu em Cranleigh, Surrey, em 15 de dezembro de 1915, aos 72 anos. Foi sepultado no Cemitério de West Norwood sob uma cruz céltica. Seus pariatos foram extintos com sua morte.